# Rio Coitinho
Der Rio Coitinho ist ein etwa 53 km langer rechter Nebenfluss des Rio Jordão im Süden des brasilianischen Bundesstaats Paraná.

## Geografie

### Lage
Das Einzugsgebiet des Rio Coitinho befindet sich auf dem Terceiro Planalto Paranaense (Dritte oder Guarapuava-Hochebene von Paraná).

### Verlauf
Sein Quellgebiet liegt im Munizip Guarapuava auf 1.031 m Meereshöhe etwa 10 km nördlich des Stadtzentrums in der Nähe des Distrito Industrial Atalaia.
Der Fluss verläuft in südwestlicher Richtung. Er mündet auf 917 m Höhe von rechts in den Rio Jordão. Er ist etwa 53 km lang.

### Munizipien im Einzugsgebiet
Der Rio Coitinho verläuft vollständig innerhalb des Munizips Guarapuava.